# QS-9000
QS-9000 - system jakości dostawców na rynek motoryzacyjny. Podstawą tego systemu jest norma ISO 9001 z 1994 roku, rozszerzona o dodatkowe wymagania właściwe dla rynku motoryzacyjnego oraz specyficzne dla jej autorów, czyli wielkiej trójki producentów samochodowych (Chrysler, Ford, General Motors).